# Prättigauer Aufstand
Der Prättigauer Aufstand (auch Prättigauer Krieg) bezeichnet die versuchte Vertreibung der Habsburger 1621/22 aus dem bündnerischen Prättigau im Zuge der Bündner Wirren.

## Hintergrund
Als Bündner Wirren werden die 1618 bis 1639 dauernden kriegerischen Auseinandersetzungen zwischen den Koalitionen Frankreich-Venedig und Spanien-Österreich um den heutigen Kanton Graubünden im Rahmen des Dreissigjährigen Krieges bezeichnet.
Dabei ging es hauptsächlich um die Kontrolle der Bündner Alpenpässe und um die konfessionelle Ordnung in Graubünden. Der Konflikt um Graubünden drohte zeitweilig auch die Eidgenossenschaft in den Dreissigjährigen Krieg hineinzuziehen.

## Geschichte
Das Prättigau wie das Montafon standen von 1477 bis 1649 gemeinsam unter der Herrschaft der Habsburger.

### Besatzung
Im Jahr 1619 – kurz nach Beginn des Dreissigjährigen Krieges – versuchte Österreich die Graubündner Pässe als wichtige militärische Nord-Süd-Verbindungen in seine Hand zu bekommen. Die Pässe vom Montafon gegen das Engadin und das Prättigau wurden von Soldaten besetzt und ein Embargo über das gesamte protestantische Gebiet verhängt. Im Herbst 1621 wurde Graubünden von mehreren Seiten mit starken Kräften angegriffen und auch erobert.

### Gegenreformation
Im Januar 1622 wurde ein Friedensvertrag abgeschlossen und die Habsburger setzten eine gewaltsame Gegenreformation durch, bei der der Feldkircher Kapuzinerpater Fidelis von Sigmaringen federführend war. Da Alois Baldiron, Oberbefehlshaber der spanisch-habsburgischen Truppen, im April 1622 die Ausübung des reformierten Glaubens verbieten und die Einheimischen zum Besuch des katholischen Gottesdienstes zwingen wollte, kam es im selben Jahr zum Prättigauer Aufstand, in dem unter Rudolf von Salis und Jörg Jenatsch die Österreicher vertrieben wurden.

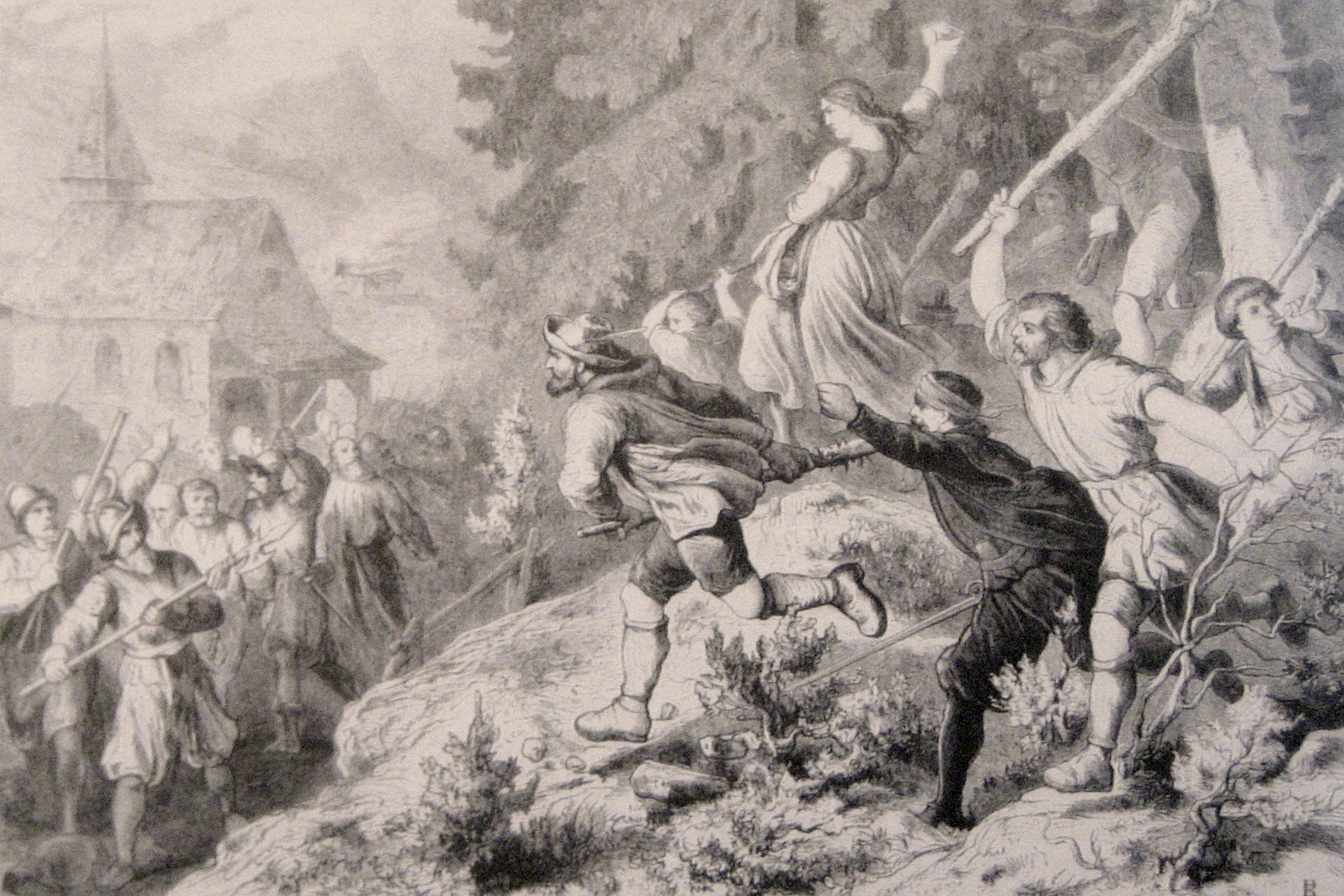
Keulen der Verzweiflung:
Holzschnitt mit Darstellung des Angriffs der Prättigauer auf die Österreicher

### Aufstand
Schon wenige Wochen später – am Palmsonntag, dem 14. April 1622 (alten Stils) – kam es zu einem Aufstand der Prättigauer.
Innerhalb weniger Tage vertrieben die Aufständischen die Besatzungstruppen und ermordeten in Seewis den ihnen verhassten Kapuzinerpater Fidelis.
Nach der Befreiung ihres Tales griffen die euphorischen Kämpfer auch gleich am 4. Juli das benachbarte katholische Montafon an und drangen bis Vandans vor.
Sie hatten leichtes Spiel mit den auf den Maisässen zerstreuten Montafonern und raubten so ohne nennenswerte Gegenwehr Hunderte Stück Vieh, plünderten die Häuser und erpressten von 12'000 Gulden sowie das Gelöbnis, dass die Montafoner in diesem Krieg nicht mehr gegen die Bündner kämpfen würden.

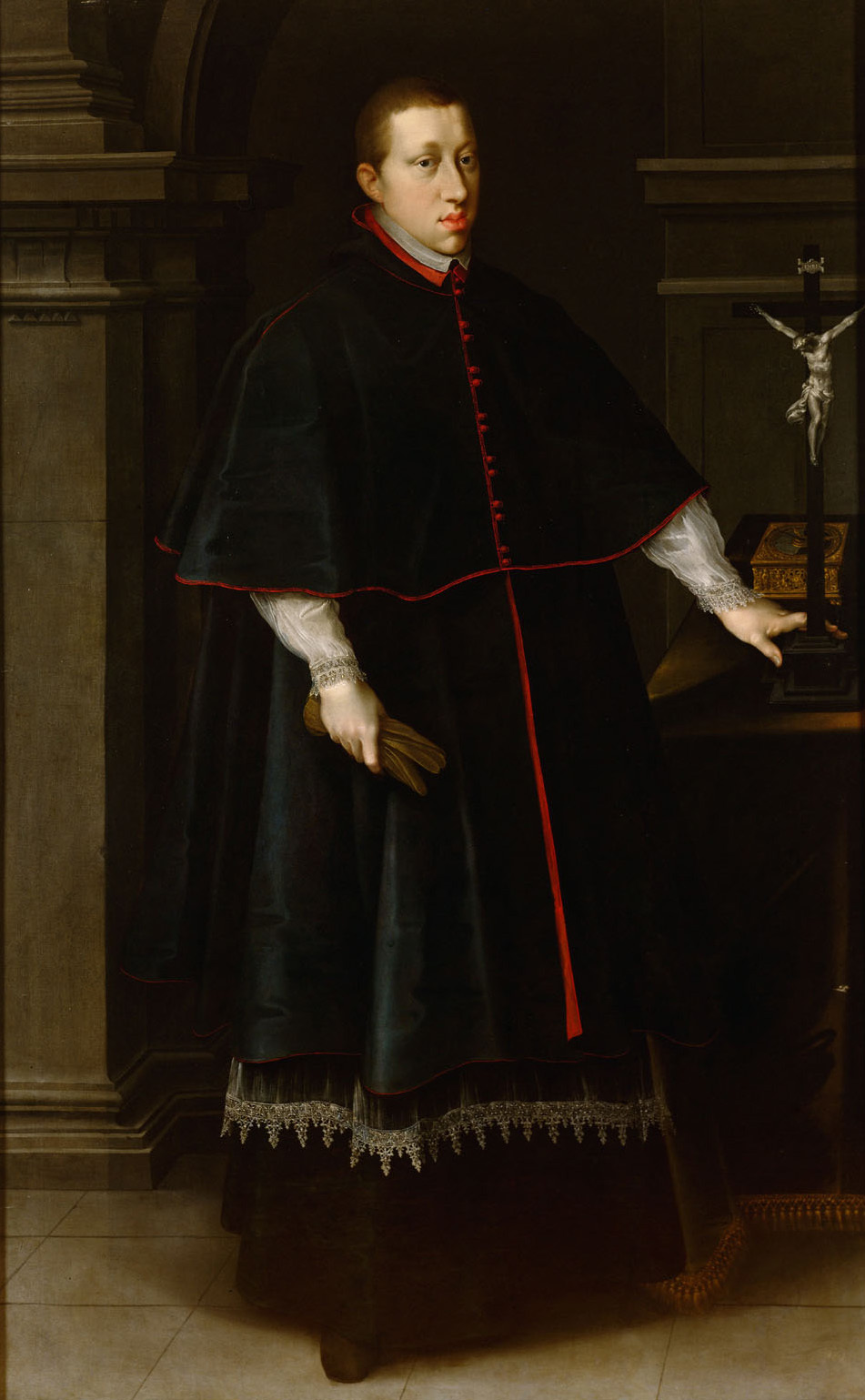
Erzherzog Leopold V. von Österreich-Tirol, um 1630

Vorarlberg wurde bei den militärischen Aufgeboten, vor allem auch durch die Truppeneinquartierungen und -durchmärsche, stark belastet und die Bevölkerung litt unter den Übergriffen der Soldaten, unter Hungersnöten und den meist damit verbundenen Seuchen.

### Rückschlag
Ende August führten die Habsburger einen endgültigen Schlag gegen die Aufständischen durch.
Im September 1622 kehrte Oberbefehlshaber Baldiron mit einem Regiment von 10'000 Mann zurück und eroberte vom Münstertal aus in einem zweiten blutigen Feldzug erneut das Unterengadin, Davos und das Prättigau. Zahlreiche Dörfer wurden in Schutt und Asche gelegt.
Nach Abschluss des Lindauer Vertrags mit Erzherzog Leopold von Österreich am 30. September 1622 musste Graubünden das Münstertal, das Unterengadin und das Prättigau abtreten.
Der folgende Winter ging als besonderer Hungerwinter in die Bündner Geschichte ein.
In ganz Graubünden sollte die katholische Kirche sämtliche Rechte und Besitztümer zurückerhalten, die sie vor 1526 innegehabt hatte. In der Folge wurden zahlreiche Dörfer wieder dem Katholizismus zugeführt und evangelische Pfarrer mussten Bünden verlassen. In den Tälern errichteten Kapuziner Missionsstationen, es entstanden zahlreiche Klöster und Kirchen.